# Mirjam Neff
Mirjam Neff (* 26. Juni 2001) ist eine Schweizer Unihockeyspielerin, welche beim Nationalliga-A-Verein UH Red Lions Frauenfeld unter Vertrag steht.

## Karriere
Neff stammt aus dem Nachwuchs der Red Lions Frauenfeld und debütierte 2019 in der höchsten Spielklasse.